# Suchoi Su-47
Die Suchoi Su-47 Berkut (russisch Сухой Су-47 Беркут, deutsch Steinadler, NATO-Codename: Firkin) ist ein Experimentalflugzeug für einen hochmanövrierfähigen Luftüberlegenheitsjäger für die russischen Luftstreitkräfte. Die Maschine hatte werksintern zunächst die Bezeichnung S-37 und basiert auf der Suchoi Su-27. 
Der Chefentwickler des Su-47 war Michail Aslanowitsch Pogosjan.

## Geschichte
Das Projekt unter der Bezeichnung I-90 mündete in den Versuchsprojekten S-37 von Suchoi bzw. MiG 1.44 von Mikojan-Gurewitsch. Dies war eine Reaktion der Sowjetunion auf das „Advanced Tactical Fighter (ATF)“-Projekt der US Air Force, das 1981 begann. Die UdSSR leitete unverzüglich Forschungs- und Entwicklungsgelder im nächsten Fünfjahresplan für ein neues Kampfflugzeug um. Die Bemühungen wurden auf drei Plattformen aufgeteilt: Istrebitel-90 (I-90, Jäger-90) sollte ein Jagdflugzeug werden, Schturmowik-90 (Sch-90, Schlachtflugzeug-90) ein Schlachtflugzeug, und Bombardirowschtschik-90 (B-90, Bombenflugzeug-90) ein Bomber. Gemäß der Namensgebung sollte die neue Generation von Kampfflugzeugen 1990 in den Dienst der Luftstreitkräfte der Sowjetunion gestellt werden. Das Zentrale Forschungsinstitut des Verteidigungsministeriums (ZNII-30 und ZNII-2) stellte die generellen Anforderungen für das I-90 auf. Das ZAGI verglich die Auslegung verschiedener Flugzeugentwürfe und ihre jeweiligen Vor- und Nachteile. Das Zentralinstitut für Flugmotoren (ZIAM) sollte fortschrittliche Triebwerke, Lufteinläufe und Düsen entwickeln und das Staatliche Forschungsinstitut für Luftfahrtsysteme (GosNII) leitete die Entwicklung von Avionik wie Radar, Störsysteme etc. Konzeptionell wurde für das I-90 verlangt:
- Extreme Manövrierfähigkeit; es sollten Anstellwinkel von mindestens 60° dauerhaft erflogen werden können.
- Supercruise; die Nachbrenner sollten nur kurzzeitig gezündet werden, um im Gefecht einen taktischen Vorteil zu erlangen, oder bei der Abfangjagd.
- Kleine Radar- und Infrarotsignatur durch Tarnkappentechnik.

Das Flugzeug sollte eine neue Avionikarchitektur mit künstlicher Intelligenz und neue Waffen bekommen. Die Wartbarkeit und Handhabung unter Feldbedingungen sollte ebenfalls verbessert werden. Die Maschine sollte mehrere Ziele außerhalb der Sichtweite bekämpfen können. In einem Kurvenkampf sollten Ziele nach allen Richtungen bekämpft werden können, auch wenn diese durch den Piloten nicht einsehbar waren. Hauptherausforderung bei der Entwicklung des I-90 war deshalb die Avionik. Ziele sollten visuell dreidimensional dargestellt werden, auch ein 3D-Audiosystem war geplant. Die Tätigkeit verbündeter Kräfte sollte ebenfalls angezeigt werden, um beispielsweise Mehrfachbeschuss zu vermeiden.
Um die Kosten zu reduzieren, wurde ein einstrahliges Kampfflugzeug entwickelt, welches mit dem zweistrahligen größtmögliche Übereinstimmung aufweisen sollte. Der Jäger-90 wurde als Wettbewerb zwischen den Konstruktionsbüros von Mikojan-Gurewitsch, Suchoi und Jakowlew ausgeschrieben. Das Konstruktionsbüro Suchoi wollte ursprünglich nicht daran teilnehmen, da es mit der Entwicklung und Erprobung der T-10 bereits ausgelastet war, tat es auf Druck des Ministers für Luftfahrtindustrie Iwan Silajew letztendlich aber doch. Nachdem das erste Projekt, die S-22 zu schwer ausgefallen war, wurde das Projekt nach dem erfolgten Mock-Up-Bau radikal überarbeitet. Daraus entwickelte Suchoi von Grund auf die S-37 mit vorwärts gepfeilten Tragflächen, die selbst bei 90° Anstellwinkel noch kontrollierbar war. Jakowlew nahm mit einem einmotorigen Delta-Canard-Entwurf teil, der einer McDonnell Douglas X-36 mit zwei nach außen geneigten Seitenleitwerken sehr ähnlich sah. Mikojan-Gurewitsch gewann schließlich die nationale Ausschreibung. Aus der S-37 ging schließlich die Su-47 mit negativ gepfeilten Tragflächen, ähnlich der US-amerikanischen Grumman X-29, hervor.
Aufgrund der desolaten finanziellen Lage des Staates verzögerte sich das Programm immer wieder. Bei Mikojan-Gurewitsch kam es darum immer wieder zu Unterbrechungen im Projekt; Suchoi konnte dank Exporterfolgen der Su-27-Familie das Projekt mit eigenen finanziellen Mitteln am Laufen halten. Aus Kostengründen wurde aber auf die Fertigstellung des zweiten flugfähigen Prototypen verzichtet. Ebenfalls zur Kostenbegrenzung, aber auch zur Minimierung des Entwicklungsrisikos wurde im Cockpitbereich und beim Fahrwerk auf Komponenten der Su-27M/35 zurückgegriffen.
Der Vorteil der negativen Pfeilung der Tragflächen liegt in einer besseren Manövrierfähigkeit, höheren möglichen Anstellwinkeln durch größeren Auftrieb und einer niedrigen Abrissgeschwindigkeit. Dem Problem der hohen Torsionskräfte wird durch Einsatz von Verbundwerkstoffen begegnet.
Am 25. September 1997 startete die S-37, die oft fälschlicherweise als Su-37 oder S-47 bezeichnet wurde, zum Erstflug. Sie war mit den Serientriebwerken Solowjew D-30F-6 der MiG-31 ausgestattet und sollte später bei einer Serienproduktion bessere Triebwerke mit Schubvektorsteuerung erhalten. Die Triebwerkseinlässe sind D-förmig wie bei der F/A-18, Versionen A–D, die durch Zusatzeinlässe auf dem Rumpfrücken ergänzt werden. Am Heck ist ein rückwärtsgerichtetes Radar sowie ein ECM-System eingebaut. Nebst der Bordkanone verfügte die Su-47 über einen Waffenschacht für 4 Mittelstreckenlenkwaffen. Bei einer Serienversion wäre vor diesem Waffenschacht, hinter dem Bugrad, noch ein Waffenschacht für zwei Kurzstreckenlenkwaffen dazu gekommen. Für die Serienmaschinen waren pro Flügel 4 Aufhängepunkte für diverse Lenkwaffen und Bomben vorgesehen; der innerste wurde auch zur Nutzung von Zusatztanks ausgelegt. Über die gesamte Projektspanne wurde auch immer wieder eine Flugzeugträgerversion mit Fanghaken auf Bildern oder als Modell gezeigt. Die Erstellung einer Marineversion der Su-47 wäre mit minimalem Konstruktionsaufwand verbunden gewesen, da ohne weiteres das Fahrwerk der Su-33 verwendet werden kann und die Su-47 bereits manuell beiklappbare Flügel hat.
Im Jahr 2001 erhielt das Flugzeug die offizielle Bezeichnung Su-47. Erfahrungen mit der Su-47 wurden bei der Entwicklung der Suchoi Su-57 genutzt. So wurde der Waffenschacht der Su-47 mit einem Aufsatz versehen, der den Waffenschacht tiefer macht, jedoch ist die Breite bei dieser Modifikation kleiner, so dass nur noch zwei Waffenhalterungen im Waffenschacht möglich sind.
An der MAKS Airshow 2001 wurde die Su-47 der Öffentlichkeit im Flug vorgeführt. An der MAKS Airshow 2019 wurde die Su-47 im Static Display ausgestellt, somit hatte die breite Öffentlichkeit zum ersten Mal Gelegenheit, die Maschine aus der Nähe zu betrachten.

## Technische Daten
| Kenngröße                | Daten                                                                                        |
| ------------------------ | -------------------------------------------------------------------------------------------- |
| Länge                    | 22,60 m                                                                                      |
| Spannweite               | 15,16 m                                                                                      |
| Höhe                     | 6,30 m                                                                                       |
| Flügelfläche             | 61,87 m²                                                                                     |
| Flügelstreckung          | 3,71                                                                                         |

Draufsicht

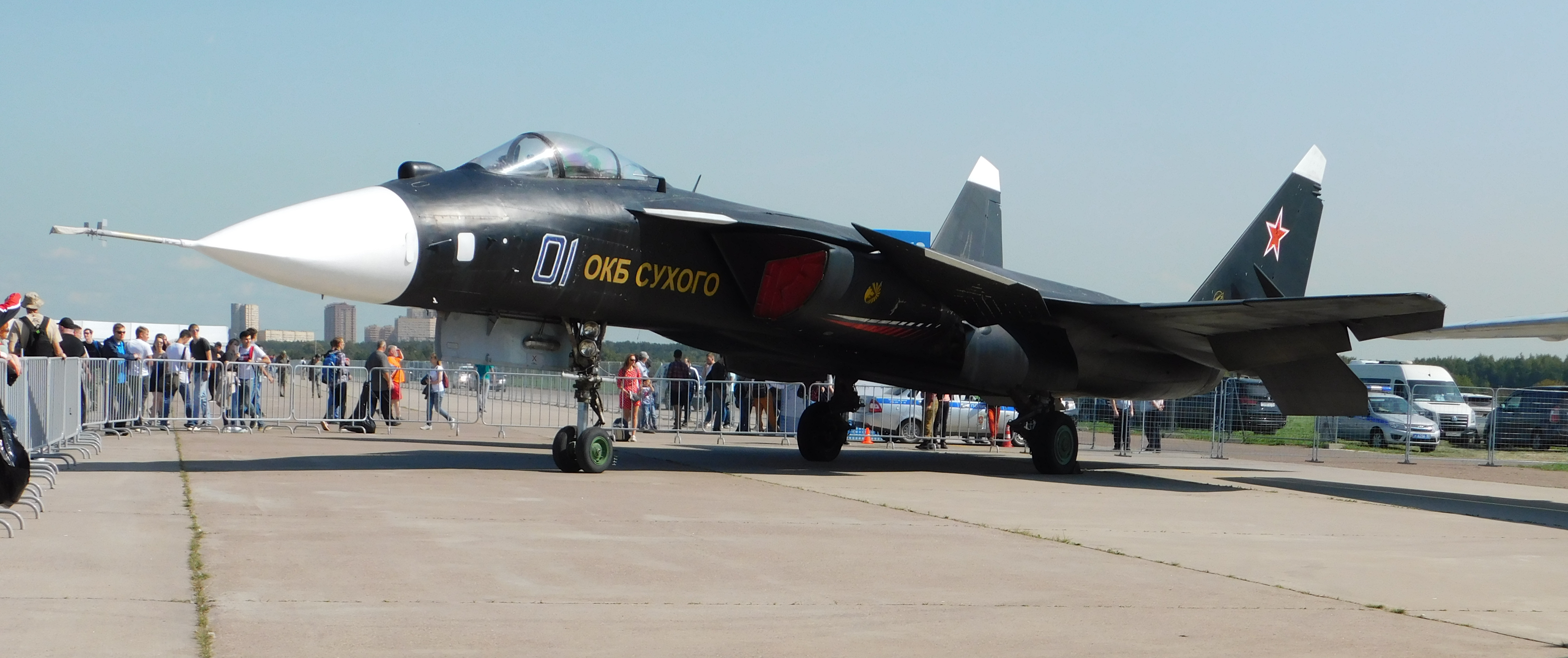
Suchoi Su-47 auf der MAKS 2019

| Tragflächenbelastung     | - minimal (Leermasse): 265 kg/m² - maximal (max. Startmasse): 550 kg/m²                      |
| Leermasse                | 16.375 kg                                                                                    |
| max. Startmasse          | ca. 34.000 kg                                                                                |
| Höchstgeschwindigkeit    | - Mach 2,1 bzw. 2.593 km/h (auf optimaler Höhe) - Mach 1,31 bzw. 1.618 km/h (auf Meereshöhe) |
| Dienstgipfelhöhe         | ca. 18.000 m                                                                                 |
| Steigrate                | 233 m/s                                                                                      |
| Reichweite               | ca. 3.300 km                                                                                 |
| Triebwerk                | zwei Mantelstromtriebwerke Solowjow D-30F-6                                                  |
| Schubkraft               | - mit Nachbrenner: 2 × 152,06 kN - ohne Nachbrenner: 2 × 93,19 kN                            |
| Schub-Gewicht-Verhältnis | - maximal (Leermasse): 1,87 - minimal (max. Startmasse): 0,9                                 |
| Bewaffnung               | eine 30-mm-Maschinenkanone GSch-301 mit 150 Schuss, 4 Waffen Intern                          |